# 米哈伊爾一世 (俄羅斯)

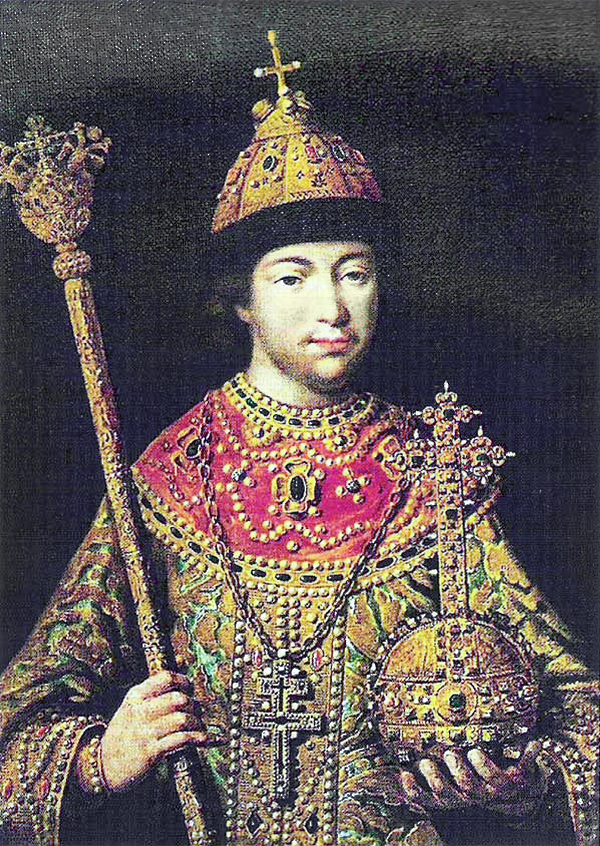
年轻时的米哈伊尔一世

米哈伊爾·費奧多羅維奇·羅曼諾夫（俄语：Михаил Фёдорович Романов，羅馬化：Mikhaíl Fyodorovich Románov，1596年7月22日（儒略曆7月12日）—1645年7月23日（儒略曆7月13日）），是俄國沙皇（1613年－1645年在位），羅曼諾夫王朝的開創者。
父亲是菲拉列特大主教費奧多爾·尼基季奇·羅曼諾夫，为罗曼诺夫家族族长，被强迫剃髮出家，进入修道院成为僧侶，但一直不願意跟侵略者合作。罗曼诺夫王朝的建立，代表着王朝混乱的结束。在位初年先後由母親Matha、父亲攝政。1645年去世后，王位由长子阿列克谢·米哈伊洛维奇继承。

## 統治
米哈伊爾的祖父尼基特·羅曼諾維奇，是留里克王朝伊凡四世的中央顧問，同時是伊凡四世的第一任妻子皇后安娜斯塔西婭·羅曼諾夫娜的兄長。 1598年，沙皇費奧多爾一世無嗣過世，皇后的兄長鮑里斯·戈都諾夫當選沙皇，米哈伊爾的父親費奧多爾被誣告叛國，米哈伊爾和母親於1600年一起遭到發配至別洛焦爾斯克。
1613年2月21日，16歲的米哈伊爾在被議會推選為沙皇，除了與留里克王朝擁有姻親關係，羅曼諾夫家族在俄羅斯內憂外患交迫的15年混亂時期也因為大義不屈的舉動贏得俄羅斯人的愛戴，獲得一定的聲譽。當年戈東諾夫把米哈伊爾的父親費奧多爾·尼基季奇·羅曼諾夫強行送進修道院，當了教士，改名為神父菲拉列特；後來季米特里三世又把菲拉列特神父掠走，任命他做俄羅斯東正教大牧首；在波蘭被米寧和波扎爾斯基起義軍趕出莫斯科後，菲拉列特大牧首拒絕與波蘭國王西格蒙德合作，在民族利益上不作絲毫讓步，遭到波蘭軍隊逮捕並被長期關押。 　　
米哈伊得知自己被选为沙皇之後一度惊慌失措，躲在伊帕提耶夫修道院中，最后很不情愿地接受了沙皇的王位（主要是由于前面几位沙皇的命运不祥），莫斯科全城向他發誓效忠，此後又向俄羅斯各城市發去詔書，宣告新沙皇的誕生，並由莫斯科的使者在各地教堂接受民眾的效忠宣誓。 同時莫斯科組織了隆重的使團，前往米哈伊爾的封地科斯特洛馬，迎接他來莫斯科登基。1613年7月22日，米哈伊爾正式加冕為沙皇。米哈伊爾首先收復了領土，然後解決和瑞典及波蘭的矛盾。他最初由父親費奧多爾·尼基季奇·羅曼諾夫在幕後掌握政權。
米哈伊爾早年由於騎馬意外腿部受了傷，此后腿部病情不断恶化，最终导致他在晚年无法行走。他是一個溫柔和虔誠的沙皇，没有过度依赖背后的谋士。米哈伊爾是比較誠實和能幹的人，像他父親一樣，他也很固執。他結過兩次婚，第一次婚姻在1624年和瑪麗亞公主結婚，這位公主在婚後4個月就死了。然後在1626年和多迦結婚，有七女三子，這些孩子身體都不好，只有三女一子活到成年。米哈伊爾自己也疾病纏身，1645年7月23日因病去世，死後長子阿列克謝即位。

## 後嗣
- 长女：伊琳娜（1627年4月22日-1679年2月8日），51歲薨。
- 次女：佩拉格婭（1628年4月20日-1629年1月25日），未滿一歲殤。
- 长子：阿列克谢（1629年5月9日-1676年1月29日），1645年繼位。
- 三女：安娜（1630年7月14日-1692年10月28日），62歲薨。
- 四女：馬爾法（1631年8月29日-1632年9月21日），一歲殤。
- 次子：伊凡（1633年6月1日-1639年1月10日），未滿六歲殤。
- 五女：索菲婭（1634年9月14日-1636年4月23日），未滿兩歲殤。
- 六女：塔基揚娜（1636年1月5日-1706年8月23日），70歲薨。
- 七女：葉夫多基婭（1637年2月10日-1637年2月10日），出生同日殤。
- 三子：瓦西里（1639年3月14日-1639年3月25日），出生九日殤。